# Route 413 (Terre-Neuve-et-Labrador)
Pour les articles homonymes, voir Route 413.
La route 413 est une route tertiaire de la province de Terre-Neuve-et-Labrador d'orientation ouest-est située dans le nord de l'île de Terre-Neuve, sur la péninsule Baie Verte. Elle est une route faiblement empruntée, reliant la route 410 à Burlington et à Middle Arm. Elle se dirige vers l'est sur 24 kilomètres après son terminus ouest jusqu'à Burlington, où elle tourne vers le sud-ouest pour rejoindre Middle Arm, 8 kilomètres plus loin. Route alternative de la 410, elle est nommée Burlington Road, mesure 32 kilomètres, et est une route asphaltée entre son terminus ouest et Burlington, puis une route de gravier entre Burlington et Middle Arm.

## Communautés traversées
- Burlington
- Winterhouse Cove
- Middle Arm